# トーマス・ジョン・マスレン
トーマス・ジョン・マスレン（Thomas John Maslen、1787年 - 1856年）は、イギリスの軍人、測量技師。退役後の1830年にオーストラリア内陸部の探検の計画案（例えば象やラクダを導入するなどの方法）や将来の開発の計画を提案した著書「THE FRIEND OF AUSTRALIA;　or, A Plan for Exploring the Interior, and for Carrying on a Survey of the Whole Continent of Australia」を出版した。
1787年、父トーマス、母マリーの間に生まれる。1788年、ロンドンのシルバー・ストリートにあるセント・オレイブ教会で洗礼を受ける。
1806年、士官候補生として、マドラス陸軍に入隊。1821年、中尉で退官。その後は東インド会社の前身企業で入植地関連の職務に着くかたわら、多くの都市改善についての著書を刊行している。